# Tennisvereniging Lomm
De Tennisvereniging Lomm was een tennisvereniging uit Lomm. Het park van de Tennisvereniging Lomm bestond uit 2 (verlichte) gravelbanen. In het clubhuis zijn een kleine bar, een keuken, sanitairvoorzieningen en een kantine gevestigd. Tegenwoordig zijn de tennisbanen eigendom van TC Arcen na een fusie tussen de twee clubs.